# Чарлі Б'юкен
Чарлі Б'юкен (англ. Charlie Buchan, нар. 22 вересня 1891, Пламстед — пом. 25 червня 1960, Монте-Карло) — англійський футболіст, нападник. Після завершення ігрової кар'єри — спортивний журналіст та коментатор.
Насамперед відомий виступами за клуби «Сандерленд» та «Арсенал», а також національну збірну Англії. Входить до списку «100 легенд Футбольної ліги».

## Клубна кар'єра
У дорослому футболі дебютував 1909 року виступами за лондонський «Вулвіч Арсенал», проте не взяв участі в жодному матчі чемпіонату.
Протягом 1910—1911 років захищав кольори аматорського клубу «Лейтон».
Своєю грою за команду привернув увагу представників тренерського штабу клубу «Сандерленд», до складу якого приєднався в березні 1911 року. Відіграв за клуб з Сандерленда наступні чотирнадцять сезонів своєї ігрової кар'єри. Більшість часу, проведеного у складі «чорних котів», був основним гравцем атакувальної ланки команди. У складі «Сандерленда» був одним з головних бомбардирів команди, маючи середню результативність на рівні 0,56 голу за гру першості.
1925 року повернувся до клубу «Арсенал», за який відіграв 3 сезони. Граючи у складі лондонського «Арсенала» також здебільшого виходив на поле в основному складі команди. В новому клубі був серед найкращих голеодорів, відзначаючись забитим голом в середньому щонайменше у кожній третій грі чемпіонату. Завершив професійну кар'єру футболіста виступами за команду «Арсенал» у 1928 році.

## Виступи за збірну
1913 року дебютував в офіційних матчах у складі національної збірної Англії. Протягом кар'єри у національній команді, яка тривала 12 років, провів у формі головної команди країни лише 6 матчів, забивши 4 голи.

## Подальше життя
Після завершення ігрової кар'єри — спортивний журналіст та коментатор.
Помер Чарлі Бьюкен під час відпустки в Монте-Карло, 25 червня 1960 року в віці 68 років.

## Досягнення
- Чемпіон Англії (1) — 1912-13
- Фіналіст Кубку Англії (2) — 1912-13, 1926-27
- Володар Суперкубку Англії (1) — 1924
- Найкращий бомбардир Футбольної Ліги (перший дивизіон) (1) — 1922-23